# Johannes Dick
Johannes Viktor Dick (* 8. Juli 1910 in Chemnitz; † 26. November 1963) war ein deutscher Politiker (KPD/SED), Chef der Volkspolizei im Land Sachsen und Diplomat.

## Leben
Dick, Sohn eines Eisenhoblers, besuchte die Volksschule. Die anschließend begonnene Schneiderlehre musste er abbrechen. Von 1926 bis 1929 arbeitete er in einer Chemnitzer Textilmaschinenfabrik als angelernter Schlosser. 1924 schloss er sich der SAJ an. 1927 wurde er Mitglied der Roten Hilfe und 1928 Mitglied im Freidenkerverband sowie in der Roten Jungfront. 1930 trat er der KPD bei und war ab 1931 im Abwehrapparat der KPD (Deckname Viktor) eingesetzt.
Nach der „Machtergreifung“ der Nationalsozialisten setzte er seine Tätigkeit für die KPD illegal fort. 1934 emigrierte er in die Tschechoslowakei, kehrte jedoch auf Parteibeschluss nach Deutschland zurück und wurde 1935 verhaftet und verurteilt. Seine Haftstrafe verbrachte er im Zuchthaus Waldheim. Anschließend wurde er in das KZ Sachsenhausen, Ende des Zweiten Weltkrieges in das KZ Groß-Rosen verbracht. Im März 1945 wurde er als Häftling von der Waffen-SS zu Kurierdiensten für die Front eingesetzt und lief zur Roten Armee über.
Im August 1945 kehrte Dick aus der Kriegsgefangenschaft in seine Heimatstadt Chemnitz zurück. Als Angehöriger der Volkspolizei (VP) wurde ihm 1948 das Amt des Polizeipräsidenten von Chemnitz übertragen (Nachfolger von Fredo Ritscher). Nach Abschluss der Höheren Polizeischule in Berlin wurde er 1949 Chefinspekteur der VP und Chef der VP im Land Sachsen. Von 1952 bis 1956 leitete er die Hauptabteilung Pass- und Meldewesen im Ministerium des Innern.
Im Jahr 1957 trat Dick in den diplomatischen Dienst der DDR und wurde von Juli 1957 bis Oktober 1958 als Generalkonsul in Bratislava eingesetzt. Von November 1958 bis 1960 war er Botschafter in der Mongolischen Volksrepublik. Im Juli 1960 bestätigte das Politbüro des ZK der SED die Abberufung Dicks als Botschafter aus gesundheitlichen Gründen und seinen Einsatz im Ministerium des Innern. Dick kehrte in das Ministerium des Innern zurück und war von 1961 bis 1963 im Rang eines Generalmajors als stellvertretender Leiter der Hauptabteilung Kader in der Hauptverwaltung Deutsche Volkspolizei tätig. Er lebte zuletzt als Generalmajor a. D. in Berlin.

## Auszeichnungen und Ehrungen
- Vaterländischer Verdienstorden in Bronze (1955) und in Silber (1960)
- Im Fritz-Heckert-Gebiet in Chemnitz ist eine Straße nach Dick benannt.